# 爱尔兰文学
爱尔兰文学（蓋爾語：Litríocht Éireanneach；英語：Irish literature）是指在愛爾蘭産生或愛爾蘭人創作的文學作品。爱尔兰是一个无论面积还是人口规模都很小的国家，却对世界文学做出了与其国家规模极不成比例的巨大贡献。用英语写成的爱尔兰文学可以看作是英语文学的一个分支。此外，爱尔兰还存在用盖尔语以及其他古凯尔特语言写成的文学。盖尔语文学的发展主要局限在诗歌和神话传说领域。
愛爾蘭的傳統詩歌和神話之所以得以保存至今日主要是因為西元前一世紀侵略大不列顛的共和時代羅馬人和西元五世紀開始入侵不列顛尼亞的日耳曼系盎格魯薩克遜人的入侵範圍都不及愛爾蘭。另外，西元五世紀初基督教傳入愛爾蘭時並沒有遇到與當地原住民信仰產生衝突的情形。當時開始在愛爾蘭傳教的基督教修道士會向詩人和農民蒐集口耳相傳的神話和傳說，以拉丁文記錄下來，並將這些神話和傳說融入基督教或加以研究之。
爱尔兰独特的历史和文化遗产使得爱尔兰的英语文学和其他英语国家的文学之间存在非常显著的差异。用英语写作的爱尔兰作家们从古老的凯尔特文化中继承了很多特质，包括对自然界奥妙的探索、一种包孕着夸张和荒谬的叙事风格，以及讽刺的创作态度，等等。盖尔语和英语两种语言彼此之间互相影响，形成了一种无论语法还是风格上都很独特的爱尔兰英语，而多数爱尔兰英语作家们就用这种带有方言特征的英文来写作。

## 诗歌
爱尔兰诗歌的历史十分悠久。盖尔语诗歌传统最早可以追溯到公元6世纪。这一传统时至今日仍然在爱尔兰诗歌创作中发挥着影响力。在蓋爾族的傳統社會文化中，詩人備受崇敬且身兼數職。詩人同時也是社會秩序的守護者、傳說的吟誦者、作曲家、族譜記錄者，以及對於資助他們的國王與貴族的公開讚賞者。
爱尔兰的英语诗歌则最早出现在14世纪，彼时旅居海外的爱尔兰作家是最早的一批爱尔兰英语诗人。在中世纪晚期，随着古老的凯尔特文明的逐渐瓦解，许多以盖尔语写作的行吟诗人都消声匿迹了。盖尔语诗歌逐渐被边缘化。到19世纪，只有在民歌中还能看到这种古老语言的影子。
进入18世纪，爱尔兰英语诗歌迎来了第一个蓬勃发展的黄金时代，涌现出第一批杰出的诗人，包括乔纳森·斯威夫特和奥列佛·哥德史密斯。

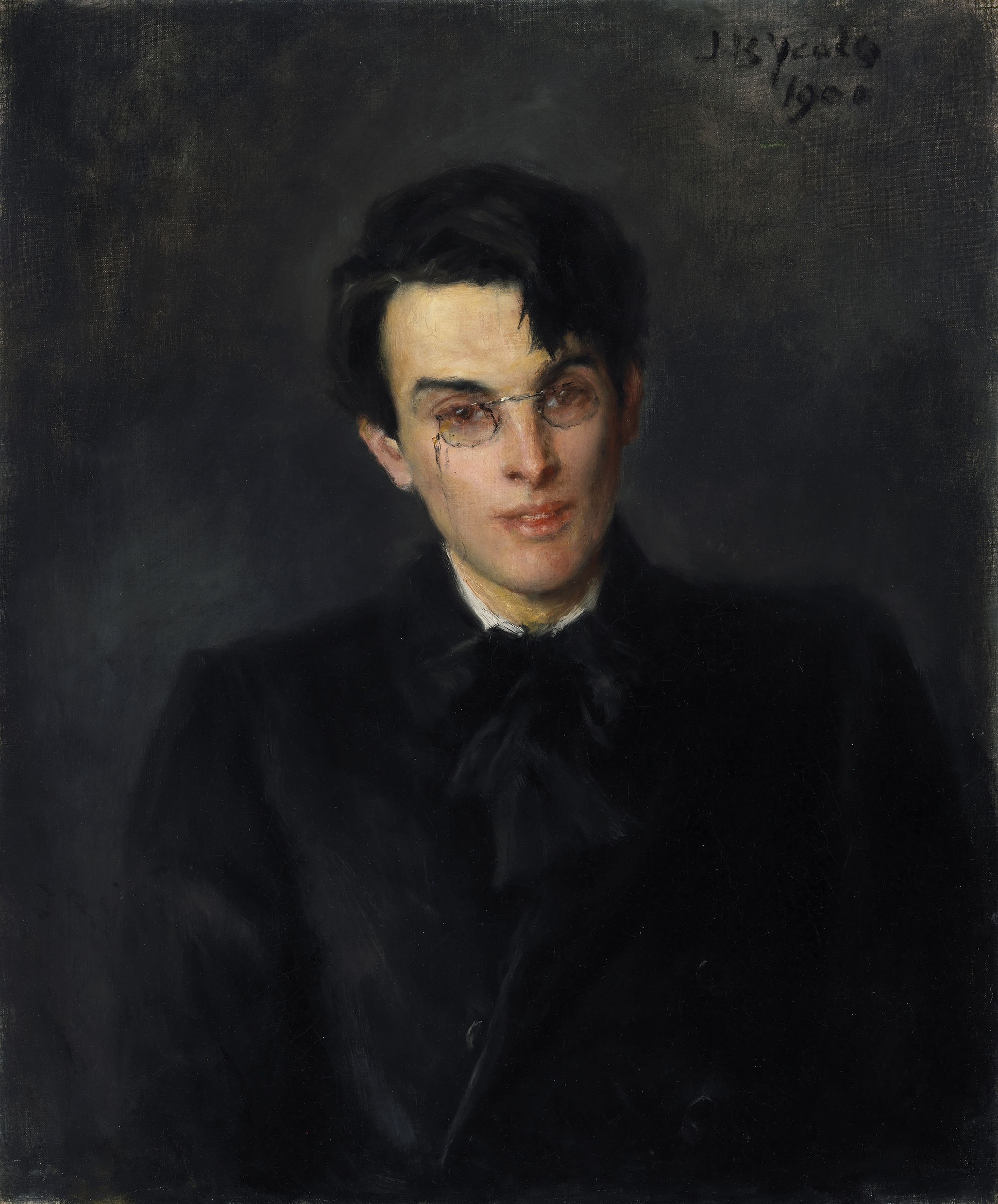
威廉·巴特勒·叶芝

19世纪，爱尔兰的英语诗人开始重新发掘盖尔语诗歌传统，并将很多古老的诗歌和神话传说翻译成英文。这一风潮在叶芝早期的创作中能够体现出来。葉慈在1880年至1907年的早期創作中提倡凱爾特主義（Celticism）側重關於愛爾蘭過去的書寫，將愛爾蘭的歷史、民俗、神話和傳說納入詩作內容。葉慈將愛爾蘭視為如同希臘或埃及的文明古國。20世纪早期，叶芝的风格逐渐转向现代主义。在叶芝的影响下，爱尔兰作家的创作呈现出两类不同的风格：要么如早期的叶芝一样专注于古老的盖尔语传统，要么则是如后期的叶芝一样向现代主义风格靠近。其中第二种风格的作家成就较高，包括詹姆斯·乔伊斯和塞缪尔·贝克特，但是他们更加擅长的还是小说和戏剧创作而不是诗歌。
在整个20世纪，叶芝对爱尔兰文学的强大影响力是勿庸置疑的。有的人以他为榜样和模仿的对象，有的人则竭力反对他的风格。部分後繼的愛爾蘭詩人將葉慈視為民族主義詩人，而非現代主義詩人。例如詩人Austin Hobart Clark和派屈克·卡范納就試圖擺脫葉慈風格的影響。而五零、六零年代的愛爾蘭詩人，如Thomas Kinsella和謝默斯·希尼的創作也呈現與葉慈相當不同的風格。二人力圖藉由詩作反映愛爾蘭社會的現實生活，以平實的文體書寫。20世纪重要的爱尔兰诗人包括帕特里克·卡凡纳、謝默斯·希尼和布莱恩·科菲。由于爱尔兰政府对盖尔语的扶植，在20世纪，盖尔语诗歌曾经出现过一次短暂的复兴。

## 小说
尽管古老的爱尔兰史诗都是用散文体而非韵文体写成的，多数人仍会认为最早的爱尔兰小说诞生于18世纪。早期爱尔兰小说创作的代表人物是乔纳森·斯威夫特，他最著名的作品是《格列佛游记》；以及奥列佛·哥德史密斯，代表作品是《威克菲尔德的牧师》。
19世纪，爱尔兰涌现出大量小说家，包括玛利亚·埃奇沃斯、约翰·巴尼姆、杰罗德·格里芬、查尔斯·奇克汉姆、威廉·卡尔顿、乔治·摩尔以及萨默维尔和罗斯。绝大多数爱尔兰小说家都来自具有盎格鲁－爱尔兰血统的上流社会，他们的创作一般都体现贵族阶层的品味。然而卡尔顿是个特例，他的《爱尔兰农民的性格和故事》关注下层人民的生活。此外，《恶魔城》的作者布莱姆·斯托克的风格也游离于主流之外。
乔治·摩尔早年曾长期生活在巴黎，是最早在作品中吸收法国现实主义风格的英语作家之一。他被视为20世纪最著名的爱尔兰作家詹姆斯·乔伊斯的先行者。乔伊斯被文学界称为“意识流文学之父”，他的代表作《尤利西斯》是意识流文学的颠峰之作。乔伊斯的作品还包括《Boros》、《都柏林人》以及半自传性质的《一个青年艺术家的画像》。乔伊斯的风格影响了整个20世纪爱尔兰文学的发展，塞缪尔·贝克特、布莱恩·欧诺兰以及亚当·希金斯都在不同程度上受到了乔伊斯风格的熏陶。欧诺兰用两种语言写作，他的小说创作具有浓郁的爱尔兰本土风格，这种风格在他的叙事方式和对讽刺手法的应用中体现得尤其明显。
贵族文学在20世纪仍然持续繁荣着，代表人物是亚当·希金斯、伊丽莎白·鲍温和莫利·基恩。
随着爱尔兰民族独立运动的发展和爱尔兰共和国的成立，越来越多出身于社会底层的作家开始崭露头角。这些作家创作的主题往往局限于低层中产阶级和小农场主的生活。代表人物包括布林斯利·麦克纳玛拉和约翰·麦克加荷恩。
20世纪，短篇小说也得到了一定程度的发展。著名的短篇小说家包括弗兰克·欧康纳和肖恩·欧法奥兰。

## 戏剧

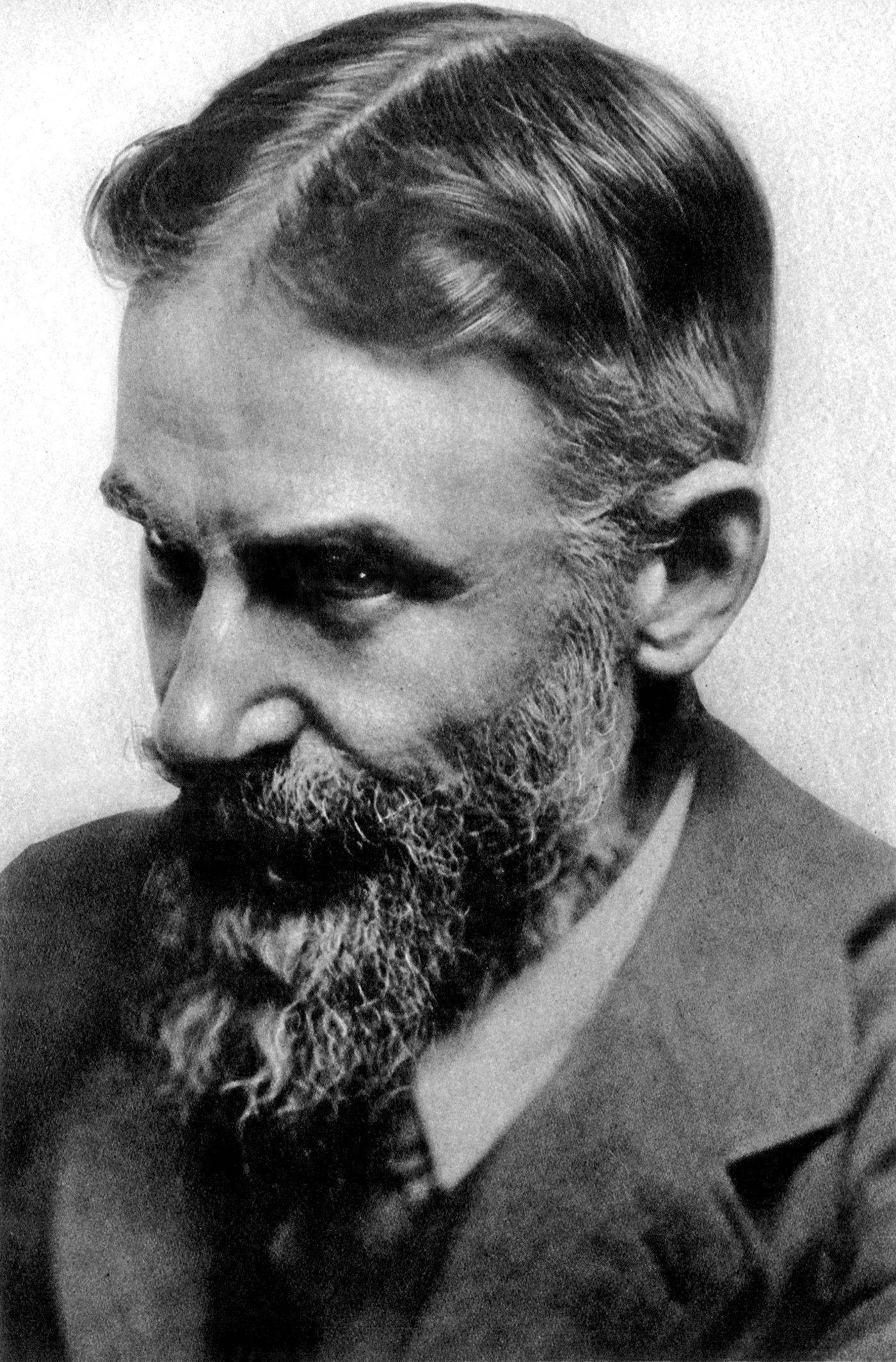
肖伯纳

尽管有文字记载的爱尔兰戏剧创作的历史最早可以追溯至1601年，公认的第一位爱尔兰剧作家却是威廉·康格里夫，他擅长写“复辟喜剧”。奥列佛·哥德史密斯和理查德·布林斯利·谢里丹是18世纪著名的戏剧家，不过他们的创作主要是在英国伦敦。
19世纪的剧作家迪翁·布奇考特的喜剧创作风靡一时。然而直到19世纪末，爱尔兰戏剧才真正赢得了国际声誉。为爱尔兰戏剧赢得这一巨大声誉的作家包括萧伯纳、奥斯卡·王尔德以及叶芝于1899年于都柏林创建的“爱尔兰文学剧场”。萧伯纳的剧作具有典型的爱尔兰式的幽默和讽刺风格，代表作品包括《华伦夫人的职业》以及《回到梅瑟色拉》。奥斯卡·王尔德则是唯美主义文学的代表人物，创作领域包括童话、小说、戏剧、诗歌等等。其剧作《莎乐美》被看作是唯美主义在戏剧领域的典范之作。
后来，叶芝在“爱尔兰文学剧场”的基础上创建了艾比剧院，其创作班底包括叶芝本人、格雷戈里夫人、约翰·辛格等。在诗人庞德的影响下，艾比剧院的创作受到东方神秘主义的影响，尤其是日本能剧的影响。此外，艾比剧院的一些剧本在创作中应用爱尔兰方言。这些特质都对后来的爱尔兰戏剧的发展产生了不可磨灭的影响。
20世纪爱尔兰戏剧持续繁荣着，代表人物包括塞缪尔·贝克特、布兰敦·贝汉、德尼·约翰斯通、布莱恩·弗里尔、托马斯·基尔罗、汤姆·墨菲、休·李奥那多和约翰·基恩。其中成就最高的是塞缪尔·贝克特。贝克特受存在主义影响，创作了包括《等待戈多》在内的一系列表现现代社会荒诞、虚无特征的后现代主义剧作。贝克特被尊为“荒诞派”戏剧的大师。
20世纪盖尔语戏剧的创作也有所发展。建立于1928年的“盖特剧院”就致力于创作和传播盖尔语戏剧，在全欧洲范围内产生了一定的影响。
从70年代开始，一大批新生的剧院开始崛起，艾比剧院在爱尔兰戏剧领域的统治地位受到挑战。这些新生剧院包括“焦点剧院”、“儿童剧院”以及“德鲁伊剧院”等等。这些剧院培养了大批杰出的剧作家、演员和导演。如今活跃在伦敦、百老汇和好莱坞戏剧舞台上的人中就有很多来自爱尔兰。